# 加州灣尖隆頭魚
加州灣尖隆頭魚（学名：Oxyjulis californica）為輻鰭魚綱鱸形目隆頭魚亞目隆頭魚科的其中一種。其种加词“californica”意为“美国加利福尼亚的”。分布於東太平洋區，從美國加州至墨西哥下加利福尼亞半島海域，體長可達25公分，棲息在近海礁石區海域，受驚嚇時會躲入沙中，以底棲性無脊椎動物為食，生活習性不明，可作為觀賞魚。